# Neopaniasis tritonaria
Neopaniasis tritonaria är en fjärilsart som beskrevs av William Schaus 1913. Neopaniasis tritonaria ingår i släktet Neopaniasis och familjen mätare. Inga underarter finns listade i Catalogue of Life.